# Mã chứng khoán

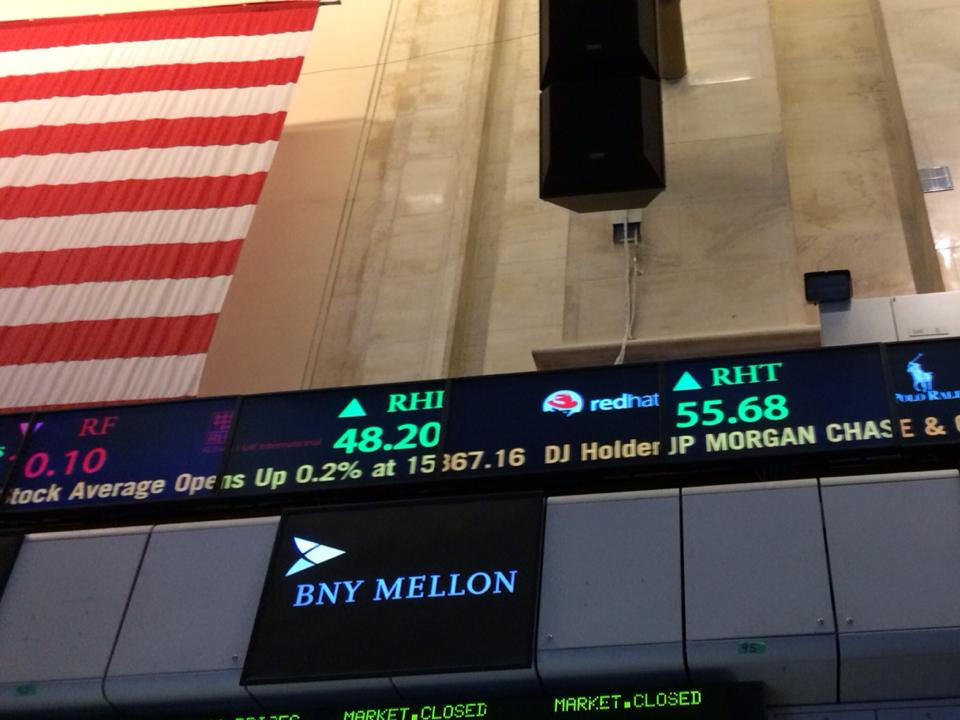
Ký hiệu mã giao dịch chứng khoán trên một sàn giao dịch chứng khoán ở Mỹ

Mã chứng khoán (Ticker symbol) hay Mã cổ phiếu (Stock symbol) là một ký tự viết tắt được sử dụng để xác định duy nhất (đặc định) các cổ phiếu được giao dịch công khai của một cổ phiếu cụ thể trên một thị trường chứng khoán cụ thể. Về cơ bản thì mã chứng khoán/mã cổ phiếu là sự sắp xếp các ký hiệu hoặc ký tự (thường là các chữ cái tiếng Anh, được sắp xếp theo thứ tự từ A đến Z) đại diện cho các tài sản hoặc chứng khoán cụ thể được niêm yết trên sàn giao dịch chứng khoán hoặc được giao dịch công khai. Hay nói cách khác, Mã chứng khoán là các kí tự, thường là các chữ cái, được sắp xếp và liệt kê trên một sàn giao dịch công khai để đại diện cho một chứng khoán cụ thể.
Khi một công ty phát hành chứng khoán ra thị trường công chúng (có thể là niêm yết hoặc chưa niêm yết) thì sẽ chọn một mã chứng khoán để nhà đầu tư và nhà giao dịch sử dụng khi giao dịch các lệnh. Mỗi chứng khoán được liệt kê trên sàn giao dịch có một mã chứng khoán duy nhất, tạo điều kiện cho hàng loạt các lệnh giao dịch được thực hiện trên thị trường tài chính mỗi ngày, đây thường là (nhưng không bắt buộc) tên viết tắt của công ty niêm yết trừ khi phải lựa chọn một mã khác với tên viết tắt công ty đó do đã có một công ty khác sử dụng. Ở Việt Nam, quy định về đặt mã cổ phiếu là Mã cổ phiếu bao gồm 3 ký tự được quy định gồm 3 chữ cái in hoa, hoặc 2 chữ cái in hoa và 1 ký tự số, hoặc 1 chữ cái in hoa và 2 ký tự số, trong đó ký tự đầu tiên phải là chữ cái in hoa (3 kí tự này thường viết tắt từ tên công ty).
Các ký hiệu đôi khi thay đổi để phản ánh sự hợp nhất. Trước khi sáp nhập vào Mobil Oil năm 1999, Exxon tung ra mã chứng khoán đã sử dụng cách viết phiên âm của công ty là "XON" làm mã cổ phiếu. Mã chứng khoán của công ty sau khi sáp nhập là "XOM". Các ký hiệu đôi khi được xài lại, ví dụ như ở Hoa Kỳ, những ký tự chữ cái đặc biệt được săn lùng như những biểu tượng phù phiếm, chẳng hạn như kể từ tháng 3 năm 2008  thì công ty Visa Inc. đã sử dụng ký hiệu V mà trước đó Vivendi đã sử dụng, đã bị hủy niêm yết và từ bỏ biểu tượng này. Mặc dù các mã chứng khoán xác định một chứng khoán cụ thể nhưng chúng phụ thuộc vào tỷ giá hối đoái, thường chỉ giới hạn ở các cổ phiếu và có thể thay đổi. Những hạn chế này đã dẫn đến sự phát triển của các mã khác trên thị trường tài chính để xác định chứng khoán cho mục đích thanh toán, phổ biến nhất trong số này là Mã số nhận dạng chứng khoán quốc tế (ISIN) Mã chứng khoán là mã giao dịch của các công ty cổ phần niêm yết hoặc chứng chỉ quỹ niêm yết. Các chứng chỉ quỹ niêm yết được xếp vào cuối bảng để dễ theo dõi.